# Sony Ericsson P900
Sony Ericsson P900 是一款基於 Symbian OS v7.0 的 智慧型手機，由 Sony Ericsson 推出。
該手機於 2003 年推出，是 Sony Ericsson P800 的後繼機型；與 P800 一樣，P900 使用 UIQ 平台。
與當時其他基於 Symbian 的 行動電話 相比，P900 與 Ericsson R380 不同，它是一款 開放平台 手機。這意味著可以在不受限制的情況下開發和安裝第三方應用程式。基於 Symbian C++ 的 UIQ 2.1 軟體開發套件 可從 Sony Ericsson 開發者網站免費下載。 此外，P900 支援用 Java 編寫的應用程式。由於這種開放性，許多第三方應用程式可以在 P900 和其他 UIQ 手機（如 Motorola A1000 和 BenQ P30）上使用，其中許多是 共享軟體 和 免費軟體。
由於 P900 使用 UIQ 2.1 版本，因此它向下相容於 P800 中使用的 UIQ 2.0。為 P800 開發的應用程式通常也可以在 P900 上運行。P900 與 P800 和 P910i 一樣，搭載一顆時脈為 156 MHz 的 ARM9 處理器。
P900 也可以在不使用翻蓋的情況下操作。這使得這款手機更像是 PDA，但仍可用作傳統手機。P900 支援最高達 128 MB 的 Memory Stick Duo 卡（但不支援 Memory Stick Pro Duo），與 P800 相同。然而，已確認這一 128 MB 的限制僅為軟體限制。
P900 獲得了良好的反響，有時被認為是推出過的最佳 Symbian OS 裝置之一。
更新版的 P900，即 Sony Ericsson P910，於 2004 年 7 月推出。它配備了一個小型 QWERTY 鍵盤和增強的軟體，此外還將 P900 的記憶體擴充至雙倍（64 MB，相比 P900 的 32 MB），並支援 Memory Stick Pro Duo，允許手機使用單張卡片擁有最多 4 GB 的儲存空間。P910 的電池壽命與其前身相似。
P900 是 Sony Ericsson 首款支援 Research in Motion 的 BlackBerry 無線電子郵件服務的產品。
P900 的一些規格如下：
重量 – 150 g（含翻蓋），140 g（不含翻蓋）
內建 相機：VGA (顯示解析度 高達 640 × 480 像素)
連接性：藍牙, 紅外線, USB 底座
GPRS (WAP 2.0)
短訊：簡訊, EMS, MMS, POP3, IMAP, SMTP

## P905
P905 是指將 Sony Ericsson P900 刷入 破解 版 Sony Ericsson P910a 韌體 的非官方名稱。P900 透過「Fighter Kit」進行刷機。這通常是為了以下四個原因：
P900 在可使用的記憶卡容量上有軟體限制（128 MB）。
P900 軟體不支援 HTML 郵件。
P900 軟體不提供調整螢幕 亮度 的選項。
刷入韌體比購買新 P910 更便宜。
雖然這些看似有利，但也可能存在無法連接某些藍牙耳機的缺點（不過這種情況較為少見）。
雖然 P905 在軟體上可能與 P910 相同，但在硬體上它們並不完全相同。

## 外部連結
CNET News.com 文章，存档于Archive.today（存檔日期 2013-01-21）
Sony Ericsson 移動通訊網站 的存檔，存档日期2004-11-18.
"Sony-Ericsson P900: Almost, Almost"，存档于（存檔日期 2004年10月10日）, Dan Gillmor 的 P900 短評
P900 和 Linux （页面存档备份，存于），包括技巧、竅門、破解、軟體和 Linux 連接性。